# Éclaibes
Éclaibes település Franciaországban, Nord megyében. Lakosainak száma 265 fő (2022. január 1.). Éclaibes Limont-Fontaine, Dourlers, Beaufort, Floursies és Saint-Aubin községekkel határos.

## Népesség
A település népességének változása:
| Lakosok száma | 289  | 298  | 312  | 292  | 280  | 268  | 265  | 265  | 265  |
|               | 2013 | 2015 | 2016 | 2017 | 2018 | 2019 | 2020 | 2021 | 2022 |